# Rutjasaari
Rutjasaari är en ö i Finland. Den ligger i sjön Virmajärvi och i kommunen Savitaipale i den ekonomiska regionen  Villmanstrands ekonomiska region  och landskapet Södra Karelen, i den södra delen av landet, 170 km nordost om huvudstaden Helsingfors. Öns area är 2 hektar och dess största längd är 220 meter i sydöst-nordvästlig riktning.